# Karamanci
Karamanci (bułg. Караманци) – wieś w południowej Bułgarii, w obwodzie Chaskowo, w gminie Minerałni bani.
Mieszkańcy zajmują się wyłącznie rolnictwem.